# انت (کالیفرنیا)
انت (به انگلیسی: Annette) یک منطقهٔ مسکونی در ایالات متحده آمریکا است که در شهرستان کرن، کالیفرنیا واقع شده‌است. انت  ۶۷۰ متر بالاتر از سطح دریا واقع شده‌است.